# Abrahamsholmen
Abrahamsholmen, finska: Abrahaminluoto, är en ö i Finland. Den ligger i Finska viken och i kommunen Helsingfors i den ekonomiska regionen  Helsingfors i landskapet Nyland, i den södra delen av landet. Ön ligger nära Helsingfors.
Öns area är 1,1 hektar och dess största längd är 180 meter i sydväst-nordöstlig riktning. Närmaste större samhälle är Helsingfors, 5,4 km norr om Abrahamsholmen.